# Earias intermedia
Earias intermedia är en fjärilsart som beskrevs av Edward P. Wiltshire 1944. Earias intermedia ingår i släktet Earias och familjen trågspinnare. Inga underarter finns listade i Catalogue of Life.